# Alice Paul
Alice Stokes Paul (Paulsdale, 11 gennaio 1885 – Filadelfia, 9 luglio 1977) è stata un'attivista statunitense e una delle leader del movimento americano delle suffragette.
Insieme all'amica Lucy Burns ed altre donne condusse una campagna per il diritto di voto delle donne.
Questo diritto fu sancito nel 1920 con il Diciannovesimo Emendamento della Costituzione degli Stati Uniti d'America.

## Biografia
Alice Paul nasce a Paulsdale, nel New Jersey, da una benestante famiglia aderente al quaccherismo. Il padre William e la madre Tacie si erano sposati pochi anni prima della sua nascita ed avevano deciso di stabilirsi a Paulsdale. Qui nascono i tre figli, Alice, Helen e Parry. Il padre era imprenditore e banchiere.
La vita famigliare dei coniugi Paul lasciò un segno forte nella coscienza politica e sociale di Alice: grazie anche al quaccherismo i bambini crebbero in un contesto in cui l'uguaglianza di genere cercava di essere una realtà e in cui il lavoro era visto come un modo necessario per migliorare la società.
Sempre influenzati dallo spirito quacchero, i Paul vivevano in maniera semplice, a stretto contatto con la natura e con i doni della terra; Alice e i suoi fratelli erano responsabili sia nell'economia domestica della casa che nella gestione della terra coltivata intorno alla fattoria, e questo fu utile per formare in loro i valori della perseveranza e del lavoro.
Accanto a ciò Alice viveva sulla propria pelle fin da piccola le battaglie del movimento femminista: la madre Tacie infatti era iscritta al National American Women Suffrage Association e partecipava spesso alle riunioni insieme alla figlia. Fu proprio a Paulsdale che quindi Alice ebbe i primi contatti con il movimento.
Paul frequentò la Moorestown Friends School, dove si diplomò con il massimo dei voti. Nel 1901 si iscrisse allo Swarthmore College, che era stato co-fondato nel 1864 da suo nonno e da altri Amici Hicksiti. Durante la permanenza a Swarthmore, Paul fece parte del comitato esecutivo del governo studentesco, un'esperienza che potrebbe aver scatenato il suo entusiasmo per l'attivismo politico. Si laureò a Swarthmore con una laurea in biologia nel 1905.
Alice dopo la scuola a Paulsdale e lo Swarthmore College frequentò la New York School of Philanthropy e prese il diploma in sociologia.
Nel 1912 si laurea in scienze politiche all'università della Pennsylvania con una dissertazione sulla posizione legale delle donne in Pennsylvania. Nello stesso anno si iscrive al National American Women Suffrage Association.
Il 26 agosto 1920 ottiene il diritto di voto alle donne.
Alice apparteneva a una parte del movimento femminista che disapprovava l'aborto, perché in complesso lo vedeva come "the ultimate exploitation of women" ("il massimo sfruttamento delle donne"), tale da penalizzarle in ambito sanitario (mettendo potenzialmente a rischio la propria salute), sociale, lavorativo, familiare e, non ultimo, come espressione di una visione patriarcale e maschilista del sesso e della natalità. Ciò era in accordo con il pensiero di altre influenti rappresentanti del femminismo americano di inizio Novecento (ad esempio, Susan B. Anthony ed Elizabeth Cady Stanton).
Nel 2004 è stato presentato il film Angeli d'acciaio che racconta appunto la sua storia con le sue lotte.